# Martin Frey (Pianist)
Martin Alfred Frey (* 23. Januar 1872 in Kossen; † 18. Januar 1946 in Halle (Saale)) war ein deutscher Pianist, Klavierpädagoge und Musikherausgeber.

## Leben und Wirken
Der Vater von Martin Frey war der Schlossgärtner und Gemeindekassenführer Eduard Frey (1840–1894), seine Mutter war Luise, geborene Häßler (1843–1924). Frey besuchte das Gymnasium in Eisenberg (Thüringen) und das Seminar in Delitzsch und widmete sich anschließend der Schulmusik. In den folgenden Jahren 1893 bis 1899 vertiefte Martin Frey seine musikalische Ausbildung in Leipzig bei Martin Krause im Fach Klavier sowie bei Theodor Wiemeyer, Salomon Jadassohn und Hugo Riemann im Fach Musiktheorie. Im Jahr 1899 trat er das Amt eines Musikreferenten in Halle an und übte es bis zu seinem Ruhestand aus.
Frey heiratete im Jahr 1900 Lisbeth (geborene Lütgert); seine Kinder waren Helmut, Wilfried und Hermann Frey.

## Bedeutung
Das herausragende Verdienst von Martin Frey ist sein maßgeblicher Einfluss auf die Klavierpädagogik, insbesondere durch seine Schule des polyphonen Stils, deren zweites Heft (Bachbüchlein) in einer Zeit erschien, in der die elementare Klavierpädagogik sehr zu verflachen drohte. Auf diese Weise wurde das allgemeine Interesse wieder auf den pädagogischen Wert der Barockmusik gelenkt. In diesem Zusammenhang fanden auch seine übrigen Neu-Ausgaben weite Verbreitung. Wenn die heutige elementare Klavier-Pädagogik wieder zu Bach und den anderen Barockkomponisten hinführt, so hat Martin Frey an dieser Vertiefung der Musikerziehung einen beachtlichen Anteil.

## Werke (Auswahl)
- Kinderstücke op. 3 und 4, Leipzig, Junne Verlag
- Bunte Skizzen op. 10, Delitzsch, Pabst Verlag
- 5 Kinderlieder aus "Fitzebutze-Lieder" von Richard und Paula Dehmel op. 15, Steingräber Verlag
- Lieder fürs Haus, 15 Kinderlieder und Kanons op. 16 bis 18, Steingräber
- "Sei getreu bis in den Tod" für 3-stimmigen Frauenchor op. 21, Steingräber
- Rondo in Form einer Tanzscene für Violine und Klavier op. 22, Steingräber
- Albumblätter für Violine und Klavier op. 24, Steingräber
- Violinsonate g-Moll op. 26, Steingräber
- 10 Soldatenlieder für kleine Rekruten op. 28, Steingräber
- Neck- und Liebeslieder in Kanonform op. 30, Steingräber
- 6 neue Weihnachtslieder op. 33, Merseburger
- 8 Kinderlieder op. 35, Steingräber
- Musikalisches Bilderbuch, 10 neue Kinderlieder op. 37, Steingräber
- Eine Weihnachtsmusik für Singstimmen und Klavier mit obligater Violine oder Flöte op. 38, Steingräber
- Weihnachtsstunden, 5 Lieder op. 41, Steingräber
- Anne-Marie für Männerchor op. 43, Steingräber
- Zu Gott, Motette für gemischten Chor op. 45, Steingräber
- Deutsches Matrosenlied op. 46, Steingräber
- "Selig sind die Toten", Motette für gemischten Chor op. 47, Steingräber
- An Liebeshand ins Kinderland op. 51, Breitkopf & Härtel
- Schule des polyphonen Spiels. Heft 1: Klavierbüchlein, Heft 2: Bachbüchlein, Heft 3: Präludien und Stücke von J. S. Bach, Heft 4: Ausgewählte Präludien und Inventionen op. 52, Steingräber
- Zum Tanze herbei, 3 Tanzlieder für Mädchen op 54, Breitkopf & Härtel
- Vier lustige Liedlein op. 58, Breitkopf & Härtel
- Bunter Reigen für unsere Kleinsten op. 61, Breitkopf & Härtel
- Schnurrige Geschichten, 5 Lieder op. 65, Breitkopf & Härtel
- 3 Lieder für Sopran op. 67, Steingräber
- Klavier-Büchlein, Vorstudien im polyphonen Stile für Klavier vierhändig op. 70, Steingräber
- Männerchor-Lieder op. 75, Leuckart
- Ein lustig Zeppelinlied, Steingräber
- Lieb Vaterland, magst ruhig sein, 9 Kinderlieder, Steingräber
- Deutsches Fahnenlied für Männerchor, Steingräber
- 10 Tanz- und Reigenlieder, Steingräber
- Anfangsgründe des Klavierspiels, Breitkopf & Härtel
- Daumenuntersatzübungen, Steingräber
- Kullack-Schule des Oktavenspiels, Steingräber
- Im Flug, 4 mal 7 melodische Etüden für den ersten Unterricht, Schott
- Mit Siebenmeilenstiefeln, Melodische Etüden, vier Hefte, Steingräber
- Aus der Zeit des Galanten, Rather
- Aus frederecianischer Zeit, zwei Bände, Rather
- Im Schatten von Bach, Steingräber
- Meister des musikalischen Barock, Steingräber
- Rund um Bach, 15 Meistersätze aus Bachs Zeit, Steingräber
- Beethoven, 20 kleine Tänze Schott
- Händel, 20 kleine Tänze, Schott
- Haydn, leichte Tänze, Schott
- Mozart, 15 Walzer, Schott
- Schubert, Tänze für die Jugend, Schott
- Meister aus Alt-England, Steingräber.